# Scymnus oertzeni
Scymnus oertzeni es una especie de escarabajo del género Scymnus,  familia Coccinellidae. Fue descrita científicamente por Weise en 1886.
Se distribuye por Francia. Mide 2,2 milímetros de longitud. Especie poco conocida, posee pelos sobre el cuerpo.